# Елизабета Баварска
Елизабета Амалија Евгенија, војвоткиња од Баварске (позната и по надимку Сиси од Баврске , 24. децембар 1837, Минхен—10. септембар 1898, Женева) била је принцеза из споредне линије куће Вителсбах, која је ступањем у брак са царом Францом Јозефом I 1854. постала царица Аустрије, а од нагодбе из 1867. и апостолска краљица Угарске.
Иако је имала мали утицај на политику Аустро-угарске, постала је славна историјска личност. Одбацивала је дворске норме и протокол јер није била навикла на формални хабзбуршки дворски живот, јер је пре удаје за Франца имала неформално образовање. Истовремено је била личност трагичне судбине.
Удала се за Франца Јозефа са 16 година. Родила му је троје деце једно за другим: Софију (1855–1857), Жизелу (1856–1932) и Рудолфа (1858–1889). Након рођења мушког престолонаследника Елизабети се побољшао положај на двору. Рана смрт њене прворођене кћери прогониће је до краја живота и изазвати јаз између ње и Франца Јозефа. Беч је напустила 1860, због наводне болести. Од тада је путовала (Мадера, Крф), а често је посећивала Мађарску, због опуштенијег окружења.
Са мужем се поново зближила у време када су крунисани у Угарској после Аустријско-угарске нагодбе 1867. године. Елизабета је увек гајила посебне симпатије према Мађарима и мађарској држави коју је често посећивала и говорила је течно мађарски језик и бирала је угарске дворске даме. Наредне године родила је четврто дете: Марију-Валерију (1868–1924). После тога се поново посветила путовањима. Није јој било дозвољено да утиче на образовање своје деце. Њих су одгајиле Елизабетина свекрва и тетка, принцеза Софија од Баварске, са којом је у почетку због тога долазила и у сукобе.
Елизабета није била позната само по својој лепоти. Новине су извештавале о њеном осећају за моду, стриктној дијети, љубави према јахању и другим склоностима, укључујући никад потврђене љубавне везе. Учила је грчки и старогрчки језик. Писала је сентименталну поезију инспирисану путовањима, класичном Грчком и романтиком. Омиљени песник био јој је Хајнрих Хајне.
Самоубиство свог јединог сина Рудолфа 1889. године било је за њу тежак ударац од ког се никад није опоравила. Рудолф је те године у својој ловачкој колиби у шуми у близини Беча убио своју љубавницу, а потом извршио самоубиство. Од тада се повукла са судских дужности и крила се од јавности. Почела је много да путује, без пратње породице. На грчком острву Крф је 1890. наредила изградњу дворца Ахилеон. Дворац је имао разрађен митолошки мотив и био јој је нека врста уточишта које је Елизабета често посећивала. Бескрајна путовања и топла пријатељска преписка са царем у Бечу су јој били утеха.
Била је опсесивно забринута за одржавање своје младалачке фигуре и лепоте. Такође је развила рестриктивну дијету, а носила је изузетно затегнуте корзете како би јој струк изгледао веома мали.
Млади анархиста Луиђи Лукени убо је царицу оштром турпијом 10. септембра 1898. на обали Женевског језера. Она првобитно није била свесна озбиљности напада јер јој је стезник спречавао крварење. Умрла је истог дана. Сахрањена је у царској крипти у центру Беча.

### Војвоткиња Баварске
Рођена је као Елизабет Амелија Јуџин 24. децембра 1837. године у Херсог палати у Минхену и била је треће дете и друга ћерка војводе Максимилијана и принцезе Лудовике од Баварске, полусестре краља Лудвига од Баварске. Елизабетин отац Максимилијан је био прилично неозбиљан на основу функције и титуле коју је имао. Волео је циркусе и путовао је баварским селима, како би избегавао своје дужности и протоколе. Зато је Елизабета, као и остала деца одрастала у неформалном образовању, а често је и прескакала часове како би јахала свог коња по имању.
1853. године, надвојвоткиња Софија, мајка 23-годишњег цара Франца, која је више волела да има нећаку за снају, уместо неке девојке из друге куће, договорила је састанак између свог сина и најстарије ћерке своје сестре Лудовике, Хелене, мада до тог договореног сусрета није дошло.
Убрзо су Софија и Лудовика позване у Бад Ишл како би примиле понуду за брак иако се пар никада није срео. На то путовање је Лудовика повела и другу ћерку, петнаестогодишњу Елизабет. 
Приликом упознавања Хелене и Јозефа једно ка другом нису имали неких симпатија, али се Јозеф одмах заљубио у Хеленину млађу сестру Елизабет. Јозеф није запросио Хелену и пркосио је својој мајици да неће да се ожени ако не може да има Елизабет. Пет дана касније њихова веридба је званично објављена. Пар се венчао осам месеци касније у Бечу, 24. априла. 1854. године.

### Царица Аустрије
Млада Елизабета, која је по природи била стидљива и интровертна и која је уживала у нформалном, нередовном образовању, имала је потешкоћа да се прилагоди формалностима хабзбуршког дворског живота и строгим протоколима и бонтону.
Девет месеци након венчања је родила своје прво дете, Софију,о којој је бригу преузела надвојвоткиња Софија зато што је мислила да је Елизабет и сувише млада да се сама стара о детету. Иста ситуација је била и годину дана касније кад је Елизабета родила и другу ћерку Жизелу.
1857. године Елизабета је са супругом и две ћерке први пут посетила Мађарску, која је оставила велики утисак на њу због чињенице да је у мађарској нашла предах и много опуштенију атмосферу од строгих формалности аустријског двора. Упознала је аристократску независност која је презирала да се крије иза дворских облика говора, што се Елизабети изузетно засвиђало. За разлику од своје свекрве Софије, која је презирала мађаре, Елизабет их је заволела и почела је да учи мађарски. Мађари су јој узвратили својим поштовањем и обожавањем.
Ово исто путовање се показало трагичним, јер су се оба Елизабетина детета разболела. Док се Жизела брзо опоравила, двогодишња Софи је постајала све слабија, док коначно није подлегла од болести и умрла у другој години. Предпоствка данашњих историчара је да су се деца разболела од тифуса. Након смрти Софије Елизабет, која је била склона нападима меланхоније, почела је још чешће да упада у периоде тешке депресије.
Пишући о својој посети Мађарској, 1934. године, књижевник и публициста Патрик Фермор износи чињеницу да је Елизабетина слика доста заступљена и да је њена љубав према Мађарској узвраћена у истој мери, чак и 36 година након њеног убиства. 
У децембру 1857. године, Елизабет је затруднела по трећи пут, а 21. августа 1858. године је родила наследника престола Рудолфа Франца Карла Јозефа.  Поздрав из 101. пушке којим је објављена вест у Бечу је такође сигнализирао повећање Елизабетиног утицаја на двору. Тај сплет околности око повећања њеног утицаја и њеној склоности према Угарској ћинило је Елизабету идеалним посредником између мађарског народа и цара. Њено интересовање за политику развило се како је сазревала. Била је либерално настројена и одлучно се ставила на мађарску страну у све већем сукобу националности унутар царства. Постала је лични заговорник мађарског грофа Ђуле Андрашија и била је посредник кад год би се заоштрили односи и преговори између мађара и аустријанаца. Елизабет је и предложила цару да Ђула буде постављен за премијера Мађарске као део компромиса. 
Временом је Елизабет имала све учесталије нападе депресије и честе нападе кашља, па је њено здравствено стање постало алармантно, да је октобра 1860. године установљено да не пати само од зелене болести, како су тад називали анемију, већ и од физичке исцрпљености, делом настале и услед њених дијета које је практиковала. Лекар Јозеф Шкода се плашио да може доћи до озбиљних плућних болести, као што је туберколоза, па је саветовао Елизабет да остане у палати у Мадеири због пријатније климе и благе зиме, тако да је Елизапет провела ван двора тих шест зимских месеци. Када се вратила на двор убрзо је опет добила нападе кашља и грозницу, па јој лекар предлаже нову терапију одмора, овог пута на Крфу. Иако су можда њене болести биле углавном психосоматске, које су попуштале кад је била удаљена од мужа и дужности, њена дијета и навике у исхрани су свакако изазивале физичке проблеме.
1862. године њен породични лекар констатује озбиљну анемију и едемске отоке на ногама. По некад су јој стопала била толико отечена да није могла да се креће без помоћи. Неко време је провела у бањи у Баварској где се опоравила. Неко време је провела са својом породицом у Баварској, а у Беч се вратила у августу 1862. године. Одмах су кренуле да јој се враћају мигрене и повраћање, што је поткрепљивало теорију да су њене болести биле психосоматске и повезане са стресом. Елизабет је на двору ишла у честе шетње и јахање како би избегла досаду на двору и друге службене обавезе. Такође није желела да има сексуалну интимност са мужем јер није желела више децу, а и породични лекар је тврдио да здравље царице неће дозволити нову трудноћу. Почела је и отворено да се супроставља мужу и свекрви на тему Рудолфовог војног образовања, који је, као и његова мајка био ненавикнут на живот на двору.
Када је временом поправила свој однос са мужем успела је да аустроугарским компромисом из 1867. године утиче на стварање двојне монархије Аустроугарске. Ђула је постао први магарски премијер, који је за узврат Франца и Елизабету крунисао као краља и краљицу Мађарске.
Као поклон за крунисање, Мађарска је краљевском пару поклонила сеоску резиденцију у Геделу у близини Будимпеште. Елизабета је углавном време проводила тамо, а скоро годину дана након крунисања пара родила је још једно дете, Марију Валерију, која је названа и ’’мађарско дете’’ јер је рођена у Будиму, где је и крштена априла месеца. Елизабет је коначно успела да се избори да сама одгаја своје дете и успела је у тој намери. 
Франц Јозеф је био страсно заљубљен у своју жену, али су имали веома сложен однос. Био је чврст и трезвен човек, политички конзервативац који је још увек био вођен својом мајком и њеном приврженошћу и строгој церемонији шпанског двора како у свом јавном тако и у приватном животу, док је Елизабета живела у сасвим другом свету и трудила се да избегава колико год је могуће све дужности на бечком двору, па је утеху налазила у честим и дугим путовањима.
Царица је врло мало спавала, а сате је проводила у читању и писању, а имала је посебан интерес за историју, филозофију и књижевност. Развила је дубоко поштовање према лирском песнику и радикалном политичком мислиоцу Хајнриху Хајну и писала је поезију инспирисану њиме.
1889. године Елизабет је задесила смрт њеног јединог сина Рудолфа који је пронађен мртав заједно са својом љубавницом баронесом Мери у његовој ловачкој колиби у близини Беча где је он убио љубавницу, а затим пресудио и себи. То је Елизабет доста погодило након чега се још више повукла из јавног живота.

### Убиство царице
Године 1898., упркос упозорењима о могућим покушајима атентата, 60- годишња Елизабет је отпутовала анонимно у Женеву. Међутим неко од радика хотела је открио да им је гост била царица Аустрије. У суботу 10. септембра 1898. године је Елизабет заједно са својом пратиљом грофицом Ирмом напустила хотел на обали Женевског језера како би ухватила пароброд за Монтре. Царица је презирала процесије и инсистирала је да ходају без осталих чланова пратње.
Док су њих две ходале шеталиштем пришао им је 25- огодишњи италијански анархиста Луиђи Лукени који је убоо Елизабет наоштреном турпијом у пределу груди. Лукени је првобитно планирао да убије војводу од Орлеана, али је претендент на француски престо отишао из Женеве раније.. Не успевајући да га пронађе, атентатор је одабрао Елизабет када су женевске новине откриле да је елегантна жена која путује под псеудонимом била царица Аустрије. Због тесног корсета Елизабет није одмах била свесна озбиљности повреда и она је наставила даље након тога, док није изгубила свест и срушила се на пароброду. Враћена је у хотелску собу, где су лекари који су дошли могли само да констатују смрт. Проглашена је мртвом истог дана у 14.10 часова. Тад је умрла царица која је била на трону 44 године.
Касније је њено тело погребним возом пренето у Беч, да би ујутру, 17. септембра била пребачена до царске крипте у Капуцинерској цркви где је сахрањена.
Лучени је убрзо ухваћен и када је установљено да је убиство починио италијан Беч су захватили немири и грађани су желели одмазду ка италијанима који ту живе због убиства. Лучени је у октобру изведен пред Женевски суд и осуђен је на доживотни затвор, где се десет година касније обесио својим каишем.
Елизабетин тестамент је предвиђао да велики део њене колекције драгуља буде продат, а приход подељен разним верским и добротворним организацијама, а све остало што је краљица имала моћ да завешта је остављено њеној унуци, надвојвоткињи Јелисавети,  Рудолфовом једином детету.
Након њене смрти Франц је основао Орден Елизабете у знак сећања на њу. Велики број капела и више статуа је подигнуто у њену част у наредним годинама.
Атентат на Елизабету је био повод за међународну конференцију где су делегати из 21. земље дефинисали анархизам као тероризам и одлучили да оснују агенције које ће надгледати и пратити осумњичене анархисте и дозволити смртну казну за исте уколико почине атентат.

## Породично стабло
|  |                                                                |  |  |  |  |  |  |  |  |  |  |  |  |  |  |  |
|  | 16. John, Count Palatine of Birkenfeld-Gelnhausen              |  |  |  |  |  |  |  |  |  |  |  |  |  |  |  |
|  |                                                                |  |  |  |  |  |  |  |  |  |  |  |  |  |  |  |
|  |                                                                |  |  |  |  |  |  |  |  |  |  |  |  |  |  |  |
|  | 8. Duke Wilhelm in Bavaria                                     |  |  |  |  |  |  |  |  |  |  |  |  |  |  |  |
|  |                                                                |  |  |  |  |  |  |  |  |  |  |  |  |  |  |  |
|  |                                                                |  |  |  |  |  |  |  |  |  |  |  |  |  |  |  |
|  | 17. Wild- and Rhinegravine Sophie Charlotte of Salm-Dhaun      |  |  |  |  |  |  |  |  |  |  |  |  |  |  |  |
|  |                                                                |  |  |  |  |  |  |  |  |  |  |  |  |  |  |  |
|  |                                                                |  |  |  |  |  |  |  |  |  |  |  |  |  |  |  |
|  | 4. Duke Pius August in Bavaria                                 |  |  |  |  |  |  |  |  |  |  |  |  |  |  |  |
|  |                                                                |  |  |  |  |  |  |  |  |  |  |  |  |  |  |  |
|  |                                                                |  |  |  |  |  |  |  |  |  |  |  |  |  |  |  |
|  | 18. Фридрих Михаел од Цвајбрикена (= 12)                       |  |  |  |  |  |  |  |  |  |  |  |  |  |  |  |
|  |                                                                |  |  |  |  |  |  |  |  |  |  |  |  |  |  |  |
|  |                                                                |  |  |  |  |  |  |  |  |  |  |  |  |  |  |  |
|  | 9. Countess Palatine Maria Anna of Zweibrücken-Birkenfeld      |  |  |  |  |  |  |  |  |  |  |  |  |  |  |  |
|  |                                                                |  |  |  |  |  |  |  |  |  |  |  |  |  |  |  |
|  |                                                                |  |  |  |  |  |  |  |  |  |  |  |  |  |  |  |
|  | 19. Марија Францишка од Сулцбаха (= 13)                        |  |  |  |  |  |  |  |  |  |  |  |  |  |  |  |
|  |                                                                |  |  |  |  |  |  |  |  |  |  |  |  |  |  |  |
|  |                                                                |  |  |  |  |  |  |  |  |  |  |  |  |  |  |  |
|  | 2. Максимилијан Јозеф од Баварске                              |  |  |  |  |  |  |  |  |  |  |  |  |  |  |  |
|  |                                                                |  |  |  |  |  |  |  |  |  |  |  |  |  |  |  |
|  |                                                                |  |  |  |  |  |  |  |  |  |  |  |  |  |  |  |
|  | 20. Charles Marie Raymond, Duke of Arenberg                    |  |  |  |  |  |  |  |  |  |  |  |  |  |  |  |
|  |                                                                |  |  |  |  |  |  |  |  |  |  |  |  |  |  |  |
|  |                                                                |  |  |  |  |  |  |  |  |  |  |  |  |  |  |  |
|  | 10. Louis-Marie, Duke of Arenberg                              |  |  |  |  |  |  |  |  |  |  |  |  |  |  |  |
|  |                                                                |  |  |  |  |  |  |  |  |  |  |  |  |  |  |  |
|  |                                                                |  |  |  |  |  |  |  |  |  |  |  |  |  |  |  |
|  | 21. Louise Margarete de la Marck-Schleiden, Countess of Vardes |  |  |  |  |  |  |  |  |  |  |  |  |  |  |  |
|  |                                                                |  |  |  |  |  |  |  |  |  |  |  |  |  |  |  |
|  |                                                                |  |  |  |  |  |  |  |  |  |  |  |  |  |  |  |
|  | 5. Amélie Louise of Arenberg                                   |  |  |  |  |  |  |  |  |  |  |  |  |  |  |  |
|  |                                                                |  |  |  |  |  |  |  |  |  |  |  |  |  |  |  |
|  |                                                                |  |  |  |  |  |  |  |  |  |  |  |  |  |  |  |
|  | 22. Louis Joseph de Mailly, Marquis of Nesle                   |  |  |  |  |  |  |  |  |  |  |  |  |  |  |  |
|  |                                                                |  |  |  |  |  |  |  |  |  |  |  |  |  |  |  |
|  |                                                                |  |  |  |  |  |  |  |  |  |  |  |  |  |  |  |
|  | 11. Marie Adélaïde Julie de Mailly                             |  |  |  |  |  |  |  |  |  |  |  |  |  |  |  |
|  |                                                                |  |  |  |  |  |  |  |  |  |  |  |  |  |  |  |
|  |                                                                |  |  |  |  |  |  |  |  |  |  |  |  |  |  |  |
|  | 23. Adélaïde Julie d'Hautefort                                 |  |  |  |  |  |  |  |  |  |  |  |  |  |  |  |
|  |                                                                |  |  |  |  |  |  |  |  |  |  |  |  |  |  |  |
|  |                                                                |  |  |  |  |  |  |  |  |  |  |  |  |  |  |  |
|  | 1. Елизабета Баварска                                          |  |  |  |  |  |  |  |  |  |  |  |  |  |  |  |
|  |                                                                |  |  |  |  |  |  |  |  |  |  |  |  |  |  |  |
|  |                                                                |  |  |  |  |  |  |  |  |  |  |  |  |  |  |  |
|  | 24. Christian III, Count Palatine of Zweibrücken               |  |  |  |  |  |  |  |  |  |  |  |  |  |  |  |
|  |                                                                |  |  |  |  |  |  |  |  |  |  |  |  |  |  |  |
|  |                                                                |  |  |  |  |  |  |  |  |  |  |  |  |  |  |  |
|  | 12. Фридрих Михаел од Цвајбрикена                              |  |  |  |  |  |  |  |  |  |  |  |  |  |  |  |
|  |                                                                |  |  |  |  |  |  |  |  |  |  |  |  |  |  |  |
|  |                                                                |  |  |  |  |  |  |  |  |  |  |  |  |  |  |  |
|  | 25. Countess Caroline of Nassau-Saarbrücken                    |  |  |  |  |  |  |  |  |  |  |  |  |  |  |  |
|  |                                                                |  |  |  |  |  |  |  |  |  |  |  |  |  |  |  |
|  |                                                                |  |  |  |  |  |  |  |  |  |  |  |  |  |  |  |
|  | 6. Максимилијан I Јозеф од Баварске                            |  |  |  |  |  |  |  |  |  |  |  |  |  |  |  |
|  |                                                                |  |  |  |  |  |  |  |  |  |  |  |  |  |  |  |
|  |                                                                |  |  |  |  |  |  |  |  |  |  |  |  |  |  |  |
|  | 26. Joseph Charles, Hereditary Prince of Sulzbach              |  |  |  |  |  |  |  |  |  |  |  |  |  |  |  |
|  |                                                                |  |  |  |  |  |  |  |  |  |  |  |  |  |  |  |
|  |                                                                |  |  |  |  |  |  |  |  |  |  |  |  |  |  |  |
|  | 13. Марија Францишка од Сулцбаха                               |  |  |  |  |  |  |  |  |  |  |  |  |  |  |  |
|  |                                                                |  |  |  |  |  |  |  |  |  |  |  |  |  |  |  |
|  |                                                                |  |  |  |  |  |  |  |  |  |  |  |  |  |  |  |
|  | 27. Countess Palatine Elisabeth Auguste Sofie of Neuburg       |  |  |  |  |  |  |  |  |  |  |  |  |  |  |  |
|  |                                                                |  |  |  |  |  |  |  |  |  |  |  |  |  |  |  |
|  |                                                                |  |  |  |  |  |  |  |  |  |  |  |  |  |  |  |
|  | 3. Лудовика од Баварске                                        |  |  |  |  |  |  |  |  |  |  |  |  |  |  |  |
|  |                                                                |  |  |  |  |  |  |  |  |  |  |  |  |  |  |  |
|  |                                                                |  |  |  |  |  |  |  |  |  |  |  |  |  |  |  |
|  | 28. Карл Фридрих, велики војвода од Бадена                     |  |  |  |  |  |  |  |  |  |  |  |  |  |  |  |
|  |                                                                |  |  |  |  |  |  |  |  |  |  |  |  |  |  |  |
|  |                                                                |  |  |  |  |  |  |  |  |  |  |  |  |  |  |  |
|  | 14. Карл Лудвиг од Бадена                                      |  |  |  |  |  |  |  |  |  |  |  |  |  |  |  |
|  |                                                                |  |  |  |  |  |  |  |  |  |  |  |  |  |  |  |
|  |                                                                |  |  |  |  |  |  |  |  |  |  |  |  |  |  |  |
|  | 29. Landgravine Caroline Louise of Hesse-Darmstadt             |  |  |  |  |  |  |  |  |  |  |  |  |  |  |  |
|  |                                                                |  |  |  |  |  |  |  |  |  |  |  |  |  |  |  |
|  |                                                                |  |  |  |  |  |  |  |  |  |  |  |  |  |  |  |
|  | 7. Каролина Баденска                                           |  |  |  |  |  |  |  |  |  |  |  |  |  |  |  |
|  |                                                                |  |  |  |  |  |  |  |  |  |  |  |  |  |  |  |
|  |                                                                |  |  |  |  |  |  |  |  |  |  |  |  |  |  |  |
|  | 30. Лудвиг IX од Хесен-Дармштата                               |  |  |  |  |  |  |  |  |  |  |  |  |  |  |  |
|  |                                                                |  |  |  |  |  |  |  |  |  |  |  |  |  |  |  |
|  |                                                                |  |  |  |  |  |  |  |  |  |  |  |  |  |  |  |
|  | 15. Амалија од Хесен-Дармштата                                 |  |  |  |  |  |  |  |  |  |  |  |  |  |  |  |
|  |                                                                |  |  |  |  |  |  |  |  |  |  |  |  |  |  |  |
|  |                                                                |  |  |  |  |  |  |  |  |  |  |  |  |  |  |  |
|  | 31. Countess Palatine Caroline of Zweibrücken                  |  |  |  |  |  |  |  |  |  |  |  |  |  |  |  |
|  |                                                                |  |  |  |  |  |  |  |  |  |  |  |  |  |  |  |
|  |                                                                |  |  |  |  |  |  |  |  |  |  |  |  |  |  |  |

## Породица

### Супружник
| име         | слика | датум рођења     | датум смрти        |
| ----------- | ----- | ---------------- | ------------------ |
| Франц Јозеф |       | 18. август 1830. | 21. новембар 1916. |

### Деца
| име                         | слика | датум рођења     | датум смрти        | супружник                  |
| --------------------------- | ----- | ---------------- | ------------------ | -------------------------- |
| Софија од Аустрије          |       | 5. март 1855.    | 29. мај 1857.      | умрла у детињству          |
| Жизела од Аустрије          |       | 12. јул 1856.    | 27. јул 1932.      | Лепополд од Баварске       |
| Рудолф од Аустрије          |       | 21. август 1858. | 30. јануар 1889.   | Стефани од Белгије         |
| Марија Валерија од Аустрије |       | 22. април 1868.  | 6. септембар 1924. | Франц Салватор од Аустрије |